# Dorotea di Medem
Anna Carlotta Dorotea di Medem (Palazzo di Mežotne, 3 febbraio 1761 – Löbichau, 20 agosto 1821) nata Grafin (Contessa) dalla nobile famiglia Medem tedesca del Baltico diventò duchessa di Curlandia (regione del Baltico). Popolarmente nota come Dorotea di Curlandia dopo il matrimonio con Pietro Biron, l'ultimo Duca di Curlandia, ospitò un aristocratico salotto letterario a Berlino ed eseguì diversi compiti diplomatici per conto del suo ex marito.

## Biografia
Anna Carlotta Dorotea nacque nel palazzo di Mežotne, attuale Lettonia, da Federico di Medem, un Reichsgraf e della vecchia nobiltà della Curlandia e un generale-poručik dell'Impero russo e dalla sua seconda moglie Louise Charlotte von Manteuffel. Suo padre, un discendente di Konrad von Mandern, fu egli stesso insignito dell'Ordine Imperiale di Sant'Aleksandr Nevskij nel 1774 per il suo aiuto nella preparazione del Trattato di Küçük Kaynarca. Possedé molte proprietà, tra cui la Villa Medem a Jelgava. La sua sorellastra maggiore dal precedente matrimonio di suo padre fu la poetessa Elisa von der Recke.

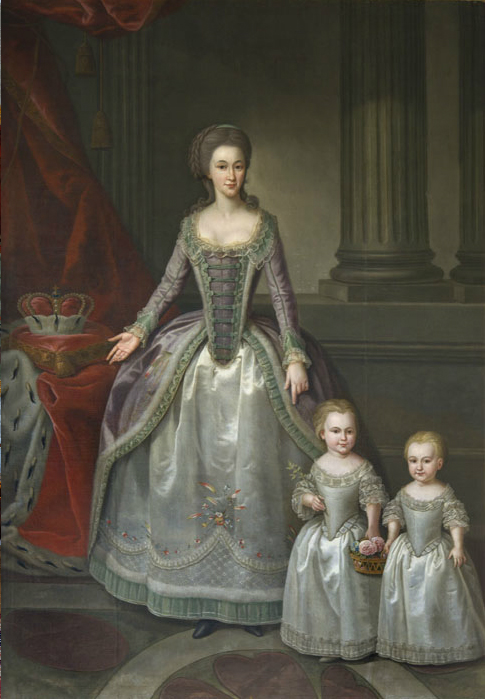
Dorotea con le sue figlie, Guglielmina e Paolina

Il 6 novembre 1779, Dorotea diventò la terza moglie, senza figli, del duca Pietro Biron, figlio del famoso favorito di Anna di Russia, Ernesto Giovanni. La coppia ebbe sei figli, due dei quali morirono nell'infanzia. I quattro figli sopravvissuti furono tutte femmine; tuttavia, la più giovane, Dorotea, era probabilmente illegittima.
Dorotea fu benvenuta nei più alti circoli sociali grazie al suo nuovo status di duchessa che per la sua bellezza. Poiché suo marito era preoccupato per le difficoltà politiche in patria che coinvolgevano il suo grande feudatario il Re di Polonia e la nobiltà della Curlandia, la spediva frequentemente in missioni diplomatiche a Varsavia, della durata di diversi mesi, e a Berlino, Karlovy Vary, e a San Pietroburgo per brevi periodi. Durante queste lunghe assenze Dorotea si estraniò da suo marito ed ebbe numerose relazioni con altri uomini, incluso Gustaf Mauritz Armfelt, Talleyrand, e il nobile polacco Alexander Batowski, da cui generò la sua quarta figlia, nata nel 1793. Dopo l'anno in cui partorì la sua figlia illegittima, chiamata anche Dorotea (che suo marito, tuttavia, riconobbe come propria), la Duchessa si trasferì permanentemente al Palazzo Kurland a Berlin, dove tenne un salotto aristocratico.
Nel 1794 acquistò il the Gutsherrschaft Löbichau nel Altenburgischen e trascorse le estati lì nello Schloss di nuova costruzione. Invitando poeti, filosofi, parenti e amici a Löbichau, diventò nota come la Musenhof der Herzogin von Kurland. Sua sorella Elisa von der Recke, che in seguito si sarebbe legata a Christoph August Tiedge, venne a Löbichau per vivere e lo Zar Alessandro I di Russia, Federico Guglielmo III di Prussia, Napoleone I di Francia, Talleyrand, Metternich, Goethe, Schiller e altre personalità del tempo furono amici personali della duchessa. Nel 1801, riceve una proposta di matrimonio dal Principe Federico Adolfo di Svezia.
Al momento del matrimonio della figlia minore, Dorotea, con il nipote di Talleyrand, Edmond de Talleyrand-Périgord, nel 1809, la duchessa si trasferì a Parigi, avendo una intensa relazione sentimentale con Talleyrand e lo influenzò a ribellarsi contro Napoleone. Nel 1814 si recò al Congresso di Vienna per affrontarlo riguardo alla sua relazione amorosa con la figlia Dorotea. Un paio di anni dopo la sua morte a Löbichau nel 1821, il corpo della Duchessa fu trasferito dal luogo della sua morte alla cripta di famiglia a Sagan dove suo marito era stato sepolto nel 1800.

## Figli
Con Pietro Biron:
- Guglielmina Duchessa di Sagan; amante di Klemens Wenzel, Principe von Metternich
- Paolina Duchessa di Sagan e di Hohenzollern-Hechingen
- Giovanna Caterina, Duchessa di Acerenza
- Pietro, morì all'età di tre anni
- Carlotta, morta all'età di tre anni

Con Alexander Batowski:
- Dorotea, pupilla (e presunta amante) di Talleyrand e moglie di suo nipote, il II Duca di Talleyrand

## Galleria d'immagini

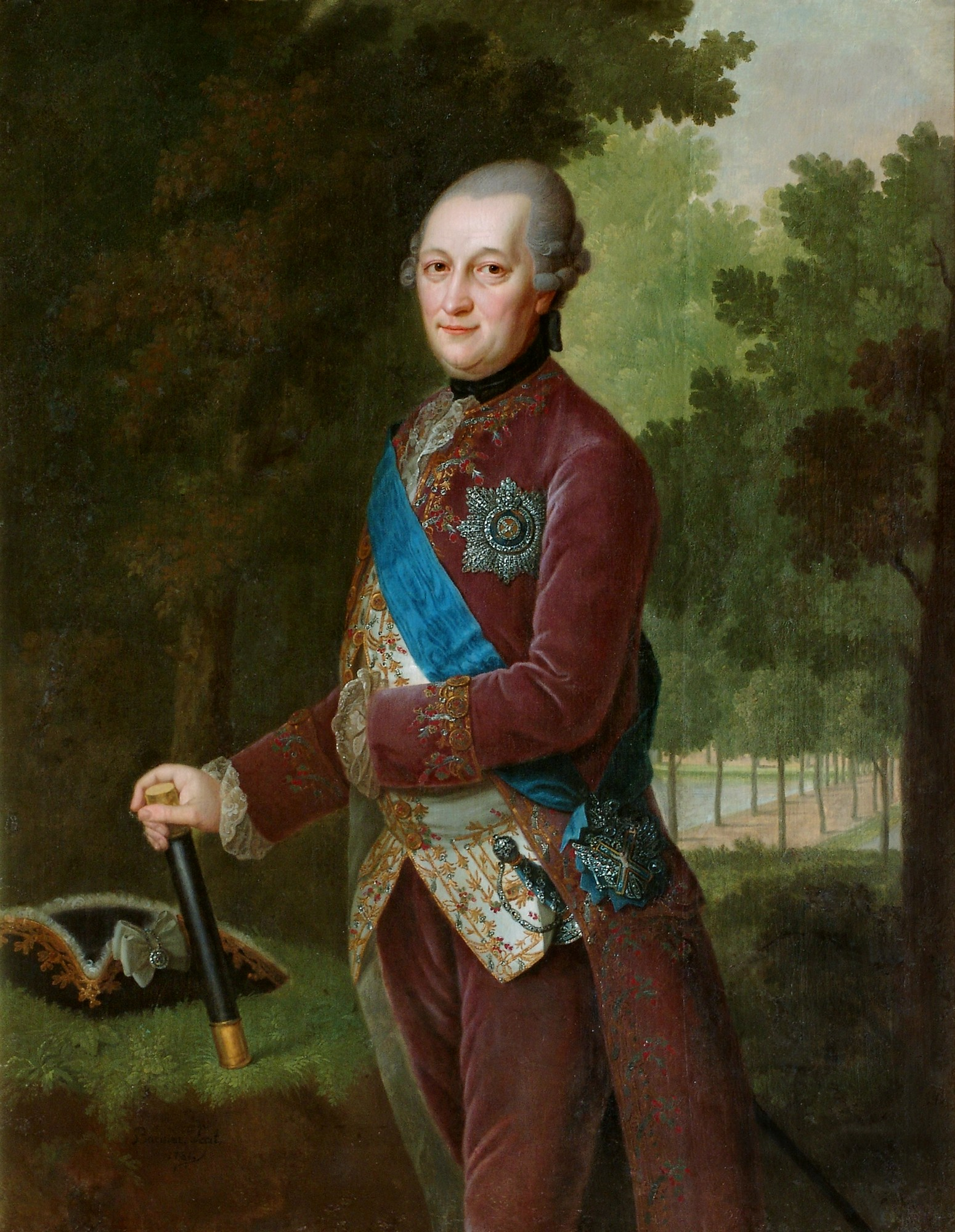
Suo marito, Pietro Biron
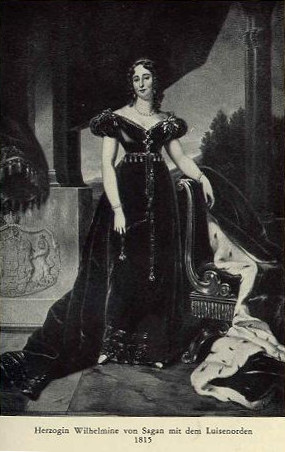
Sua figlia maggiore, Guglielmina
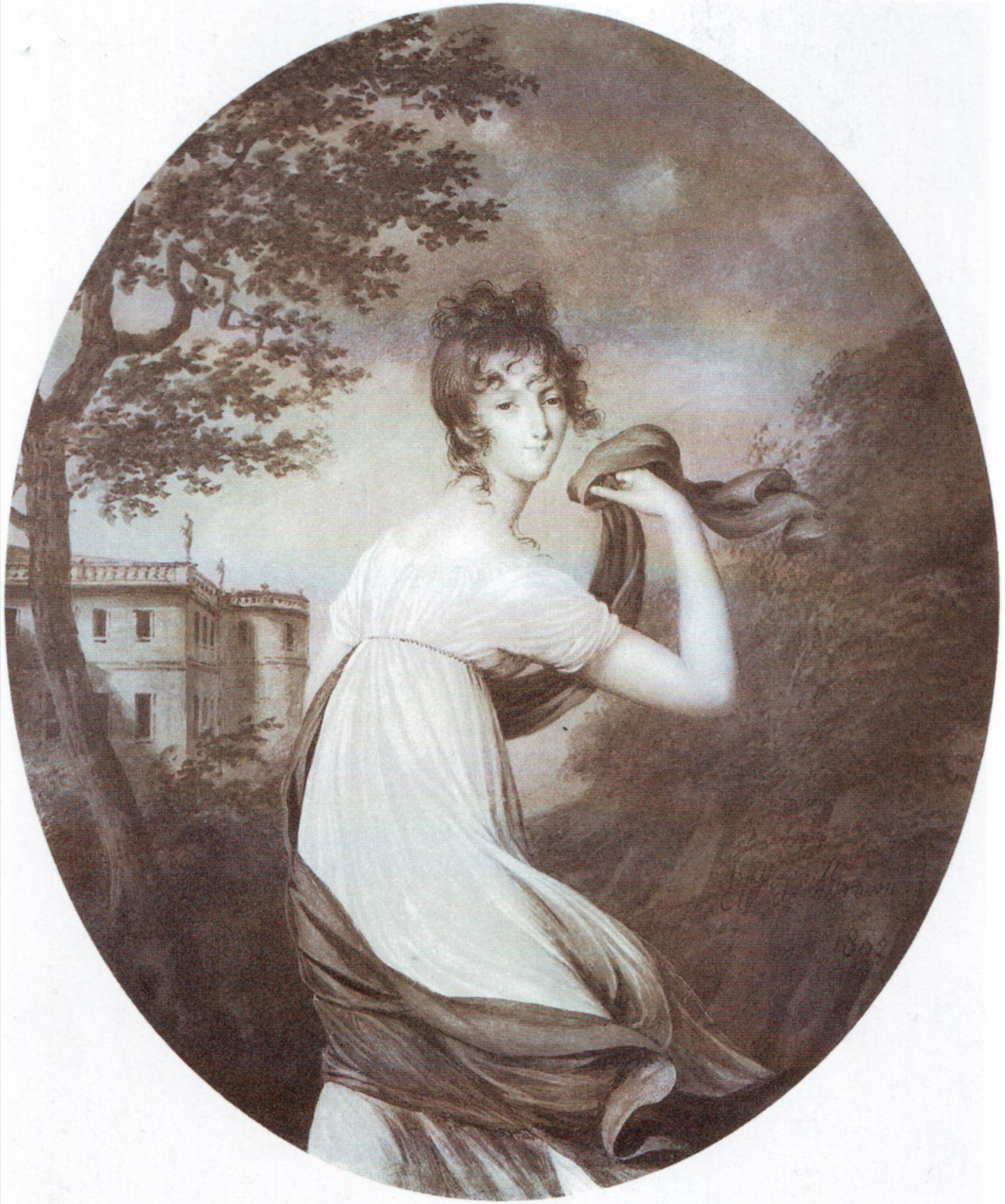
la sua secondogenita, Paolina
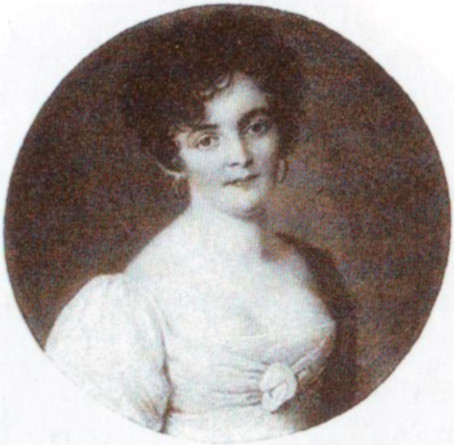
la terzogenita, Johanna
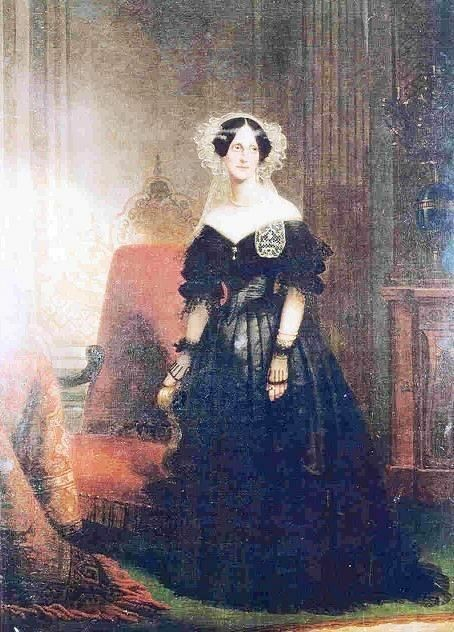
la quartogenita, Dorotea
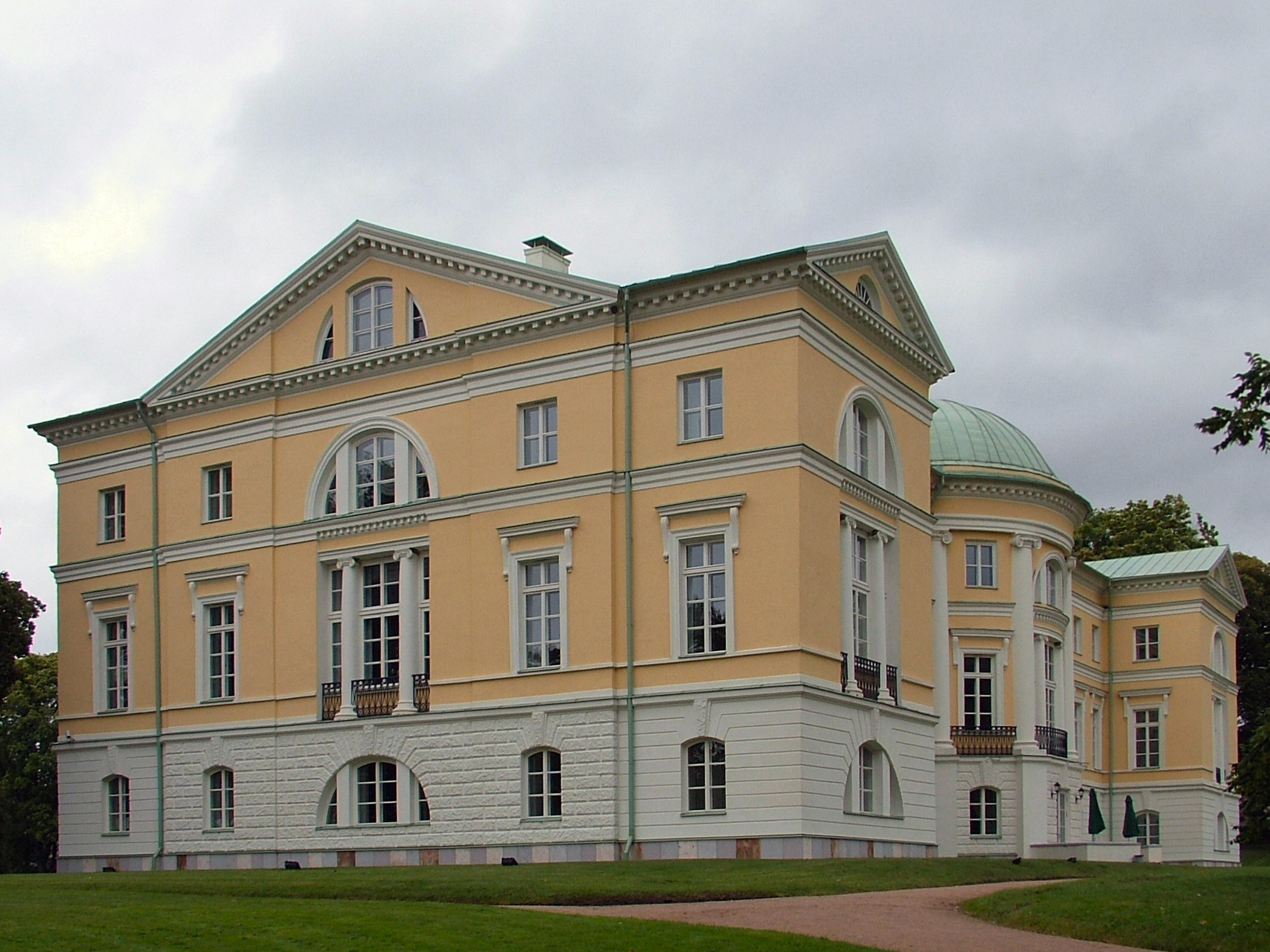
Palazzo di Mežotne, il luogo in cui è nata
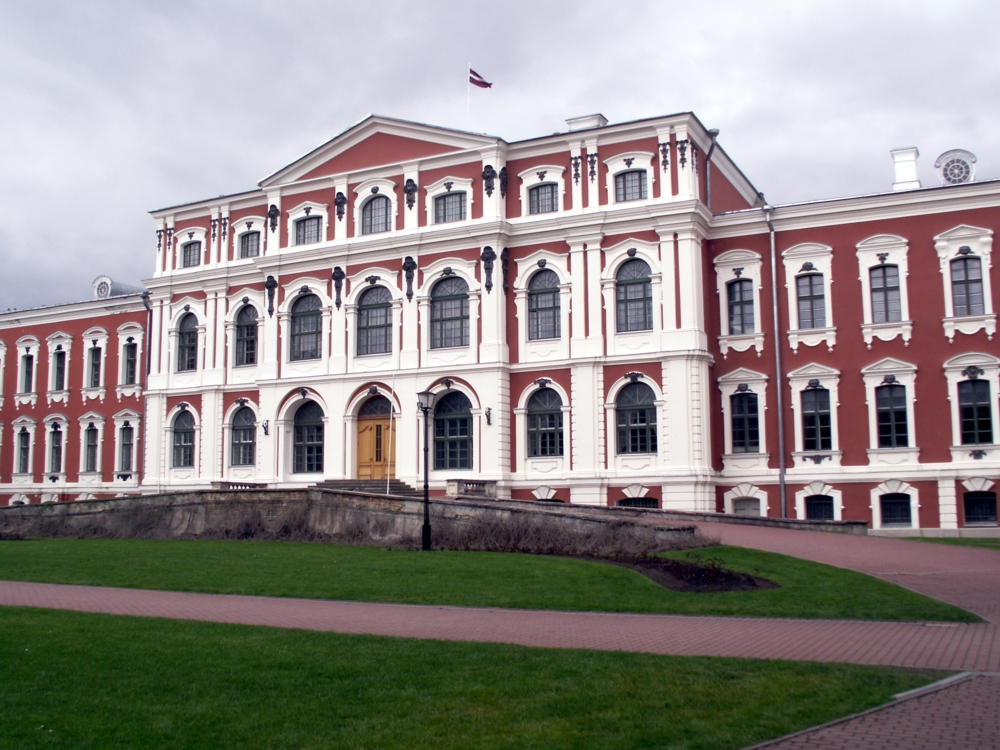
Palazzo Jelgava, la residenza dei von Biron
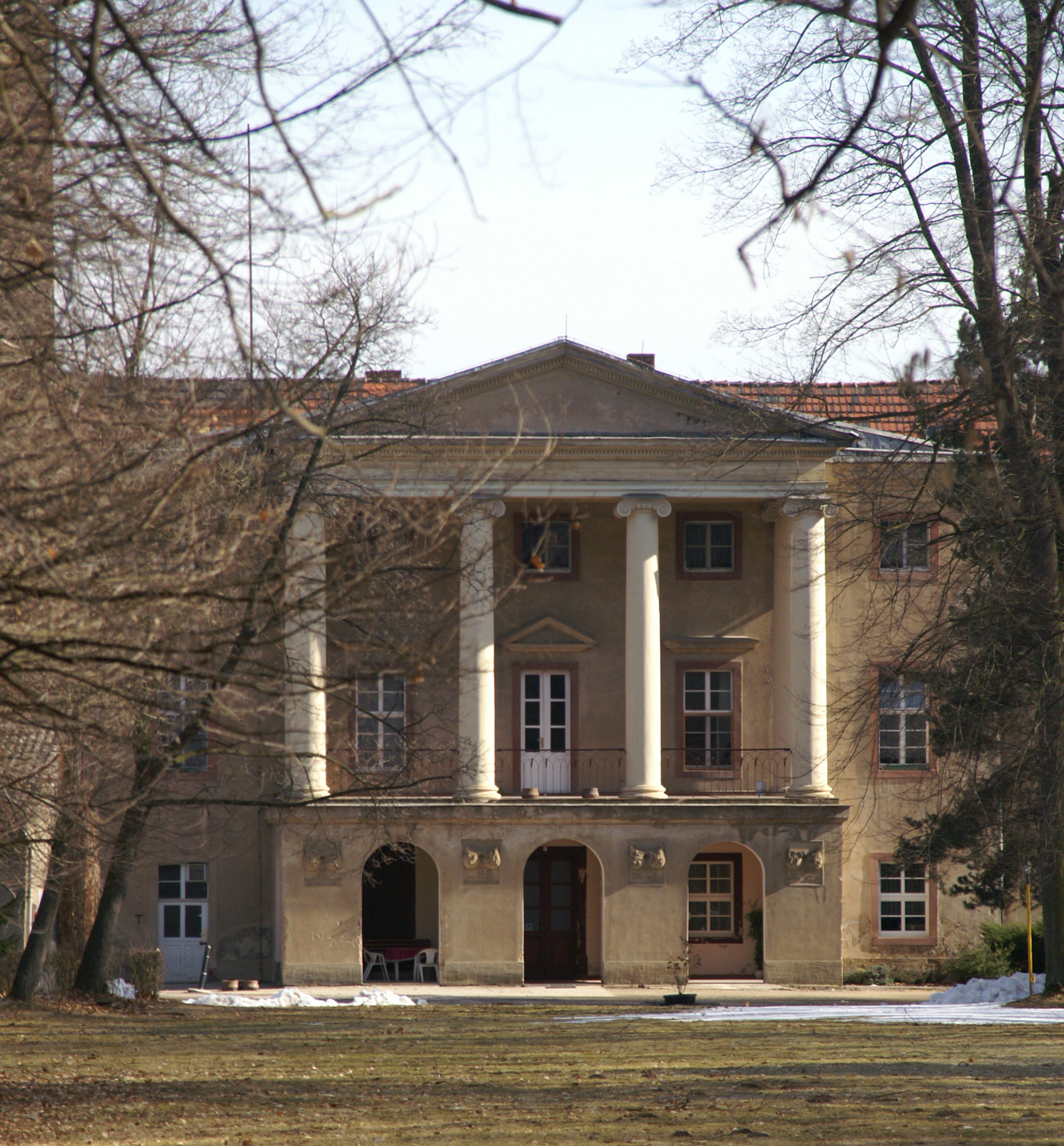
Il suo amato Castello di Löbichau